# Ford Laser
O Ford Laser é um carro compacto fabricado pela Mazda e comercializado pela Ford na Ásia, Oceania, e partes da América do Sul, além da África. Foi vendido com diferentes modelos disponíveis em diferentes mercados: KA/KB de 1980 a 1985, KC/KE de 1985 a 1990, KF/KH de 1990 a 1995, KJ de 1994 a 1998 e KN/KQ de 1999 a 2003.